# キャント・スタンド・ルージング・ユー
「キャント・スタンド・ルージング・ユー」 (Can't Stand Losing You) は、ポリスによる曲である。1978年にシングルとして発売され、アルバム『アウトランドス・ダムール』に収録された。自殺についてをテーマにした曲である。オリジナルのシングルは自殺を助長しかねないと言うことでBBCが放送禁止とした。カバーに問題があり、アイスキューブの上に立つ人（スチュワート・コープランド）が溶けるのを待つというものだったのである（一部の地域では別カバーによって発売された）。スティングは2000年の"Revolver"によるインタビューでこう述べている。
| 「 | 僕らはBBCがどのようにしてロクサーヌを禁止したかについて、ポスターによる宣伝キャンペーンをしていたんだ。彼らが「キャント・スタンド・ルージング・ユー」に問題があると認識した理由はシングルのカバー写真がスチュワートが首に縄をかけた状態で氷の上に立って、氷が溶けるのを待っていたからさ。 | 」 |

インストゥルメンタル曲である「白いレガッタ」は「キャント・スタンド・ルージング・ユー」のライヴ演奏中にあったジャムの中から生まれた。このインストゥルメンタル曲は1981年にグラミー賞最優秀ロックインストゥルメンタル演奏の座に輝いた。
ポリスは2007年7月7日にジャイアンツ・スタジアムにてLive Earthの一環としてこの曲を演奏している。
ライヴ版が「ポリス・ライヴ」のディスク1（1979年11月、ボストン録音）とディスク2（1983年11月、アトランタ録音）の両方に収録されている。

## ミュージックビデオ
2つのミュージックビデオが存在する。一つめはグループがステージ上でこの曲を演奏しているものである。ショーのサウンドチェックのようであり、スティングが大きな眼鏡をかけている。2つめはグループが赤い背景の前で演奏しているものである。これはロクサーヌの赤い背景のバージョンと同じ日に録音された。

## 収録曲

### 7インチ A&M / AMS 7381(UK)
1. キャント・スタンド・ルージング・ユー - 2:58
2. デッド・エンド・ジョブ - 3:35

## クレジット
- スティング - ベースギター、フレットレスベース、アップライトベース、リード・ボーカル、バッキング・ボーカル
- アンディー・サマーズ - リードギター、バッキング・ボーカル
- スチュワート・コープランド - ドラムス、パーカッション、バッキング・ボーカル

## 参考書籍
- クリス・ウェルチ『ザ・ポリス/スティング全曲解説』丸山京子訳、シンコーミュージック、1996年、39ページ